# Il Recital di Maria Carta e Amalia Rodriguez
Il Recital di Maria Carta e Amalia Rodriguez è un album postumo dal vivo, di Maria Carta e Amália Rodrigues, pubblicato nel 2012 e consiste nella registrazione di un concerto tenuto al Teatro Sistina di Roma il 20 novembre 1972. Contiene una raccolta di trentasei canzoni, tra cui vi sono: canti tradizionali sardi e del repertorio del Fado.

## Tracce

### Lato A
1. Dillu - (Canto tradizionale in logudorese), 1:36
2. Canto in re - (Cantu in re, cantu a chiterra), 3:44
3. Sa Nuoresa - (tradizionale logudorese), 3:45
4. Attitu - (Canto funebre), 2:52
5. Sos mutos  - (mutu)
6. Canto in Sib - (Cantu in Sib, cantu a chiterra), lingua sarda logudorese), 3:57
7. Ninna Nanna galluresa e logudoresa - (Ninna nanna parte in logudorese e parte in lingua gallurese),  4:45
8. Trallallera Gallurese - (Trallallera in gallurese), 3:33
9. Corsicana - (Corsicana canto in lingua gallurese), 5:42
10. Boghe 'e riu - (Canto tradizionale in logudorese), 2:03
11. Su patriotu sardu a sos feudatarios, (testo di Francesco Ignazio Mannu, gosos), 5:28
12. Sardigna mia, 4:34
13. Ballu, 1:53
14. Mi e La - (Canto originario della Planargia in logudorese), 3:05
15. Disisperada - (Disisperada), 3:42
16. Deus ti salvet Maria-  Bonaventura Licheri, gosos, 5:20
17. Trallallera Gallurese (bis) - (Trallallera in gallurese), 3:22
18. Corsicana (bis finale) - (Corsicana canto in gallurese), 4:48

### Lato B
1. Maria Carta presenta Amália Rodrigues, 1:29
2. Verde limão,02:38
3. Florero , 	02:40
4. Malhão De São Simão ,03:07
5. A Casa Da Mariquinhas ,05:21
6. Tani ,03:28
7. É ou não é, (Alberto Janes), 2:28
8. Coimbra - (Josè Galhardo, Raul Ferrào), 03:08
9. Cochicho  - (Lino Ferreira, Lourenço Rodrigues, Raúl Ferrão), 02:55
10. El Porompompero  - (Manolo Escobar), 02:58
11. Cana Verde Do Mar ,02:06
12. Lisboa antiga - (Josè Galhardo, Federico Valèrio), 02:20
13. Canto tradizionale spagnolo , 03:23
14. O careca - (Guilherme Pereira, Bernardo Nascimento, Raúl Câmara), 02:43
15. Tu Panuelo Verde, 02:14
16. Canto tradizionale spagnolo,02:56
17. Amor dammi quel fazzolettino - (anonimo, canzone popolare) 3:31
18. El Porompompero (bis finale), 3:12